# Ljubiša Đorđević
Ljubiša Đorđević (Dubrava, 19 giugno 1906 – Belgrado, 2 novembre 1944) è stato un calciatore jugoslavo, di ruolo difensore.

## Palmarès

### Club
- Campionato jugoslavo: 3

BSK Belgrado: 1931, 1933, 1935